# 씨성제도
씨성제도(일본어: 氏姓制度 시세이세이도[*]) 또는 씨성제(일본어: 氏姓の制 ウヂ · カバネのせい[*])는 고대 일본 야마토 왕권이 중앙 귀족, 나아가 지방 호족의 정치상 기여도 및 지위에 따라 씨(일본어: 氏 ウヂ[*])와 성(일본어: 姓 カバネ[*])을 부여한 것을 이른다.  씨성(일본어: 氏姓 시세이[*])을 하사받음으로서 특권적 지위를 세습하는 것이 보장되었다.
다이카 개신(大化改新) 이후 율령국가(律令國家)가 형성되고, 호적제가 실시되면서 씨와 성은 과거의 부민(일본어: 部民 베민[*]) 즉 일반 민중에게까지 확대되면서 사회 모든 계층의 국가 신분을 표시하는 것으로 변화하였다. 씨나 성을 가지지 않은 자는 천황을 비롯한 황족, 그리고 노비 뿐이었다.

## 정치제도로서의 씨성제도
원시 공동체에서 사회의 단위를 이룬 것은 씨족(氏族) 또는 부족(部族)이었으며, 씨성 제도의 기반은 동족이란 혈연성에 있었지만 그것이 국가의 정치제도로서 구성된 것은 5~6세기의 일이었다. 동족 가운데 특정 인물에게 오미(臣), 무라지(連), 도모노 미야쓰코(伴造), 구니노 미야쓰코(國造), 모모아마리야소노토모(百八十部), 아가타누시(県主) 등의 지위가 주어지고, 그에 상응하는 씨성이 주어졌다는 점에 특색이 있다. 각 성은 다음과 같았다.
오미(臣)
가쓰라기 씨(葛城氏), 헤구리 씨(平群氏), 고세 씨(巨勢氏), 가스가 씨(春日氏), 소가 씨(蘇我氏)와 같이, 야마토(지금의 일본 나라 분지 주변)의 지명을 씨로 삼은 것으로 과거에는 야마토 왕가와도 대등한 입장에 있었던, 야마토 왕권 내에서도 최고의 지위를 차지했던 호족이다.
무라지(連)
오토모 씨(大伴氏), 모노노베 씨(物部氏), 나카토미 씨(中臣氏), 이미베 씨(忌部氏), 하제 씨(土師氏)와 같이 야마토 왕권에서 맡은 직무를 씨로 삼은 것으로, 왕가에 종속된 관인(官人)의 입장에서 야마토 왕권의 성립에 중요한 역할을 수행했던 호족이다.
도모노 미야쓰코(伴造)
무라지와 겹치는 부분도 하지만 주로 야마토 왕권의 각 부사(部司)를 맡아 관장했던 호족이다. 유게 씨(弓削氏), 야즈메 씨(矢集氏), 핫토리 씨(服部氏), 이누카이 씨(犬養氏), 쓰키시네 씨(舂米氏), 시토리 씨(倭文氏) 등의 씨나 하타 씨(秦氏), 야마도노아야 씨(東漢氏), 가와치노후미 씨(西文氏) 등 대표적인 도래인들에게 주어졌던 씨이다. 무라치, 미야쓰코(造), 아타이(直), 기미(公) 등의 성을 칭했다.
모모아마리야소노토모(百八十部)
좀 더 하위에 있는 베(部)를 직접 지휘하는 대부분의 도모(伴)를 가리킨다. 오비토(首), 후비토(史), 스구리(村主), 스쿠리(勝) 등의 성을 칭했다.
구니노 미야쓰코(国造)
대표적인 지방 호족으로, 야마토 왕권의 지방관으로 편입된 한편으로 지방의 부민을 이끄는 지방적 도모노 미야쓰코의 지위에 있는 사람도 있었다. 대부분 기미(君), 아타이(直)를 성을 칭했지만 그 중에서 오미(臣)를 칭하는 경우도 있었다.
아가타누시(県主)
좀 더 오래되고 작은 규모의 족장을 가리키는 것으로 여겨진다. 모두 지명을 씨로 삼았다.
이같이 씨성 제도는 무라지-도모노 미야쓰코―도모(모모아마리야소노토모)라는, 야마토 왕권의 오키미(大王) 아래서 야마토 왕권을 구성하고 직무를 분담하여 그것을 세습하는, 이른바 「부명씨(負名氏 나오이노우지[*])」를 주체로 태어난 것이었다. 그 뒤에는 오미처럼 원래는 오키미와 같은 지위에 있었던 호족에게까지 확장되었다.

### 부민 등의 사유민(私有民)
씨성은 본래 야마토 왕권을 구성한 오미・무라지・도모노 미야쓰코・구니노 미야쓰코 등의 지배계급이 칭하던 것이었다(오키미 및 그 일족을 제외). 그러나 6세기에는 일반 백성에게까지 보급되었는데, 이들 백성은 조정 즉 천황(天皇)과 후비(后妃), 황자 등의 미야(宮), 나아가 오미, 무라지 등의 호족에게 영유되고 지배되고 있었다. 때문에 일반 백성으로서 조정에 출사해 맡은 직무의 이름을 시나베(品部), 왕의 이름이나 황족의 칭호를 지는 묘다이(名代)・지다이(子代), 둔창(屯倉)의 경작민인 다베(田部) 등이 필연적으로 태어났다. 그들은 선진적인 부민 공공체 속에서 호(戶)를 단위로 편성되었고 6세기에는 적장(籍帳) 즉 호적에 기재되어 정식으로 씨성을 갖게 되었다. 이에 비해 지방 호족의 지배하에 있던 민부(民部 가키베[*])는 재지 족장을 통해 공동체로서 베(部)에 편입되어, 족장을 거쳐 공납하는 형태가 많았다. 때문에 지방호족의 지배하에 있던 일반 백성들까지 6세기 단계에서 씨성이 보급되었는지는 확실하지가 않다.
※ 당시 존재했던 「노비」란 소위「사유민」이라고는 해도 그 실체가 확실하지 않다. 그러나 호족 등의 영유권에 속한 직제 집단인 「가키베(部民)」를 「사유민」으로 본 것은 소유와 영유의 구별이 제대로 되지 않은 상태에서의 착오였다. 소유에 기초한 것이 「사유지」, 영유에 근거한 것이 「사령(私領)」이며, 당시 호족은 양쪽을 모두 가지고 있었다.  일본에서 토지 사유는 반전수수(班田収授) 제도에 따라서 신청 수수의 길이 열린 것에서 비롯되고 간전(墾田) 사유가 이루어지면서 확대되었다. 「농(農)」이라는 직제는 반전수수에 따라 직능 계급으로서 통치 체제에 포함되었다(농민 이외의 민중이 모두 '백성'이라는 개념 아래 있었던 것은 기키의 기록을 따른다면 분명해 보인다).

## 율령국가 아래에서의 씨의 재편 과정
다이카 개신으로 씨성 제도의 오미・무라지・도모노 미야쓰코・구니노 미야쓰코를 율령국가의 관료로 재편하고 부민을 공민(公民)으로 삼아, 일률적으로 국가에 귀속시켰다.
덴지 천황(天智天皇) 3년(664년)에 「가쓰시(甲子)의 선(宣)」이 내려졌다. 그것은 다이카(大化) 이래의 관위를 고쳐 대씨(大氏 오오우지[*]), 소씨(小氏 고우지[*]), 반조씨(伴造氏 도모노미야쓰코우지[*])를 정하고, 각각의 씨상(氏上 우지노가미[*])과 그에 속한 씨인(氏人 우지히토[*])의 범위를 명확하게 하려는 것이었다. 즉 관위의 개정에 따라 대금위(大錦位, 오오우지), 소금위(小錦位, 고우지), 즉 율령에서의 4, 5위 이상으로 규정된 우지노가미로 정한 것이며, 이에 따라 조정 내의 관위 제도와 전국의 씨성 제도를 연동시키고자 했다. 나아가 이러한 우지노가미에 속하는 그들을 부계에 의한 직계 친족으로 한정시켜, 종래의 부계나 모계 원리에 따른 막연한 그의 범위를 한정하였다. 이에 따라 모노노베유게(物部弓削), 아베노후세(阿倍布勢), 소가노이시카와(蘇我石川) 등의 복성(複姓)은 이후 원칙적으로 소멸하였다.
덴무 천황(天武天皇) 13년(684년),「팔색의 성(八色の姓 아쿠사노카바네[*])」이 제정되었다. 그 목적은 상위의 네 개의 성(姓), 즉 마히토(眞人), 아손(朝臣), 스쿠네(宿禰), 이미키(忌寸)를 정하는 것이었다. 마히토는 게이타이 천황(継体天皇)으로부터 5세(世) 이내의 세대의 씨에게 수여되었다고 하며, 황자와 여러 왕에 이어 황친 씨족을 특정한 것으로 아스카기요미하라령(飛鳥浄御原令)에서 관위를 황자나 여러 왕과 귀족(모든 신하)으로 구별한 것과도 일치하였다. 따라서 귀족의 성은 아손, 스쿠네, 이미키의 세 개였다. 이상이 「가쓰시의 선」의 대씨, 소씨, 반조씨의 발전형이었고, 그러한 가운데 귀족의 재편이 진행되어 52개의 아손과 50개의 스쿠네, 11개의 이미키가 수여되었다.
다이호 원년(701년)에 제정된 다이호 율령(大寶律令)에서는 귀족 3위 이상과 4, 5위 관위에 따른 특권을 명확히 규정하였다. 이에 대응하는 씨성도 일단 완성되었다. 지방 호족에 대해서도 이듬해인 다이호 2년(702년), 여러 구니(国)의 구니노 미야쓰코의 씨성을 정부에 등록함으로써 중앙의 호족과 같은 대응이 이루어진 것으로 하였다. 일반 공민에 대해서는 이미 덴지 천황 9년(670년)에 작성된 호적, 이른바 경오년적(庚午年籍)과, 지토 천황(持統天皇) 4년(690년)에 작성된 호적인 경인년적(庚寅年籍)에 따라, 모든 호적에 등재되어 베의 성을 위주로 한 씨성 제도가 완성되기에 이른다. 그러나 현존하는 다이호 2년에 제작된 호적에는 씨성이 기입되어 있지 않거나, 구니노 미야쓰코족(族), 아가타누시족 등으로 기재된 경우가 많아서 이때까지도 아직 씨성이 없거나 족성(族姓)을 쓰는 사람이 대부분이었음을 알 수 있다.
덴표호지(天平宝字) 원년(757년)에 호적에 성이 없는 것으로 기재된 자와 족성을 쓰고 있던 자도 그대로 기록하던 것이 중지되었다. 이들은 지방 호족의 지배하에 있던 백성으로
1. . 소속이 정해지지 않은 성이 없는 자
2. . 구니노 미야쓰코, 아가타누시의 공동체에 속한 것으로 보이는 족성을 가칭한 자
3. . 성을 수여받지 못한 새로운 귀화인(도래인)

이 존재하고 있었음을 보여준다. 또한 이후 이러한 사람들에게도 정식으로 씨성이 주어졌다.
8~9세기에 걸쳐 광범위하게 이루어진 개성(改姓) 혹은 사성(賜姓)은 야쿠사노 성에서 상급 성씨에서 제외된 하급 신분의 사람이나 이러한 농민들을 주요 대상으로 한 것이었다. 그 순위는
1. . 성이 없는 자
2. . →미야쓰코(造), 기미(公), 후비토(史), 스쿠리(勝), 스구리(村主), 히토(拘登)
3. . →무라지

순이었다.
이것은 덴무조(朝)에서 우지노가미에 상당하는 씨가 야쿠사노 카바네로 개성하는 전단계로서 먼저 무라지로의 개성이 이루어졌다가 이 무라지＝소금위 이상을 기점으로 이미키 이상의 네 개의 성으로 고쳐진 것과 같았다. 우지노가미였던 이미키 이상에 대해서도 보충적으로 씨성 변경이 이루어졌는데, 씨의 이름을 가스가에서 오오가쓰가(大春日), 나카토미(中臣)에서 오오나카토미(大中臣), 스쿠네(宿禰)에서 오오스쿠네(大宿禰)로의 변경 등으로 씨성 제도는 전반적으로 보다 치밀하게 침투해갔다. 이러한 과정에서 전반적인 특징으로는 우선 수위(首位)의 승서, 다음으로 그에 이어진 직계 친족에 한정된 씨성 변경이라는 순서를 거치면서 동족 가운데서 유력자가 배출되었다는 점인데, 이러한 개성, 사성을 허락할 권한은 천황에게 있었다.

## 씨성 제도의 변질
9세기에 섭관정치에 의해 후지와라노 아손(藤原朝臣)이 가장 큰 힘을 얻었다. 또한 간무 천황(桓武天皇)으로부터 다이라노 아손(平朝臣), 세이와 천황(清和天皇) 등으로부터 미나모토노 아손(源朝臣) 등의 씨・성이 생겨나는 등, 여러 황자에게 씨성을 내리는 신적강하(臣籍降下)가 활발히 이루어졌고, 이들의 존재로 인해 율령적인 씨성 제도는 인재 등용의 제도로서는 거의 기능을 잃게 되었다.
율령제적인 호적제도도 점차 시행되지 않게 되어, 10세기에는 지방 호족으로 실력을 지른 자가 유력한 귀족의 게닌(家人)이 되어, 그 씨성을 침범하는 이른바 모명가음(冒名仮蔭) 현상이 일반화되었다. 결국 일본에서 씨성은 겐페이도시쓰(源平藤橘)나, 기(紀), 스가와라(菅原), 오에(大江), 나카하라(中原), 사카노우에(坂上), 가모(賀茂), 오노(小野), 고레무네(惟宗), 기요하라(清原) 등으로 집중되기에 이른다('가업'의 성립으로 특정 가문이 특정 지위를 세습하는 것이 고정된 것도 한몫했다). 에치젠(越前)의 쓰루가 씨(敦賀氏), 아쓰타 오오구지(熱田大宮司) 집안 등이 후지와라 집안에서 양자를 맞아들여 그들 가문이 후지와라노 아손을 자칭하거나, 이러한 씨의 여자를 맞아들여 모계로서 후지와라노 아손 및 다른 씨성을 칭하기도 했다. 무사(武士) 또한 지토(地頭)로서 본가나 영가(領家)의 씨성을 모칭하는 자들이 늘어났고, 같은 성이 난무하는 가운데 더욱 족명을 구분할 필요성이 생겨나면서 귀족은 가명(家名), 무사는 묘지(名字)가 생겨났다.
씨성 외에도 발달한 것이 아자나(字)인데, 게미요(仮名)나 요비나(呼名)라고도 하는 일종의 사칭이었다. 이미 《일본영이기(日本霊異記)》에 기이국(紀伊国) 이도 군(伊刀郡) 사람인 후미노 이미키(文忌寸)를 우에다 사부로(上田三郎)라 칭한 경우가 있는데, 우에다란 이도 군 우에다 읍(上田邑)의 지명이고 사부로(三郎)란 셋째 아들이라는 뜻이다. 씨성을 대신하게 된 묘지(苗字, 名字)는 이처럼 아자나의 한 부분에서 갈라져나온 것인데, 초기의 묘지는 자신의 거주지와 영지의 이름이었기에 같은 아버지를 둔 형제지간은 물론 부자지간도 서로 묘지가 다른 경우가 많았으나, 이윽고 묘지가 가명・일족의 이름을 의미하게 되면서 다른 구니로 옮겨가도 일족의 묘지는 바뀌지 않게 된다.
이렇게 묘지는 12세기 이후 씨성과 동일하게 쓰였다. 오늘날 일본에서 현대적인 의미에서의 세이(姓)의 특징이란 기본적으로 이 묘지에서 발생한 것이다.

## 같이 보기
- 신찬성씨록